# Українське Товариство Допомоги Інвалідам у Львові
Українське Товариство Допомоги Інвалідам у Львові постало 1922 року з Секції опіки над інвалідами Українського Горожанського Комітету, давало матеріальну допомогу інвалідам УГА та Армії УНР. 1937 року було зареєстрованих 2 016 людей з інвалідністю, у тому числі 434 одержували постійно місячну допомогу, інші тричі на рік й одноразові допомоги. Мало власний дім у Львові та інвалідські робітні. З 1935 року видавало свої календарі.